# Natação nos Jogos Olímpicos de Verão de 1988 - Revezamento 4x100 m livre masculino
A competição do Revezamento 4x100 m livre masculino da natação nos Jogos Olímpicos de Verão de 1988 foi disputada no dia 23 de setembro no  Jamsil Indoor Swimming Pool em Seul, Coreia do Sul.

## Medalhistas
|  | USA Estados Unidos                                                                      |  | URS União Soviética                                                                                            |  | GDR Alemanha Oriental                                      |
|  | Chris Jacobs Troy Dalbey Tom Jager Matt Biondi Brent Lang* Doug Gjertsen* Shaun Jordan* |  | Gennadiy Prigoda Iurie Başcatov Nikolay Yevseyev Volodymyr Tkachenko Raimundas Mažuolis* Oleksiy Boryslavskiy* |  | Dirk Richter Thomas Flemming Lars Hinneburg Steffen Zesner |

## Recordes
Antes desta competição, os recordes mundiais e olímpicos da prova eram os seguintes:
| Tipo | Atleta                                                                                                   | Tempo   | Local                       | Data                |
| ---- | --- | ------- | --------------------------- | ------------------- |
|      | Estados Unidos (USA) Chris Cavanaugh (50.83) Mike Heath (49.60) Matt Biondi (49.67) Rowdy Gaines (48.93) | 3:19.03 | Los Angeles, Estados Unidos | 2 de agosto de 1984 |
|      | Estados Unidos (USA) Chris Cavanaugh (50.83) Mike Heath (49.60) Matt Biondi (49.67) Rowdy Gaines (48.93) | 3:19.03 | Los Angeles, Estados Unidos | 2 de agosto de 1984 |

Os seguintes recordes mundiais ou olímpicos foram estabelecidos durante esta competição:
| Data           | Evento | Atleta                                                                                            | Tempo   | Notas           |
| -------------- | ------ | ------------------------------------------------------------------------------------------------- | ------- | --------------- |
| 23 de setembro | Final  | USA Estados Unidos Chris Jacobs (49.63) Troy Dalbey (49.75) Tom Jager (49.34) Matt Biondi (47.81) | 3:16.53 | Recorde mundial |

## Resultados

### Eliminatórias
Regra: Os oito times mais rápidos avançam à final (Q).
| Pos. | Raia | CON                          | Nadadores | Tempo   | Notas |
| ---- | ---- | ---------------------------- | --- | ------- | ----- |
| 1    | 3    | USA Estados Unidos           | Brent Lang (50.18) Doug Gjertsen (49.64) Shaun Jordan (50.19) Troy Dalbey (49.51)                            | 3:19.52 | Q     |
| 2    | 3    | URS União Soviética          | Raimundas Mažuolis (50.90) Oleksiy Boryslavskiy (49.95) Nikolay Yevseyev (49.21) Volodymyr Tkachenko (49.83) | 3:19.89 | Q     |
| 3    | 3    | GDR Alemanha Oriental        | Dirk Richter (50.30) Thomas Flemming (50.01) Lars Hinneburg (50.11) Steffen Zesner (50.05)                   | 3:20.47 | Q     |
| 4    | 3    | FRA França                   | Stéphan Caron (50.68) Christophe Kalfayan (50.54) Laurent Neuville (50.45) Bruno Gutzeit (50.10)             | 3:21.77 | Q     |
| 5    | 1    | SWE Suécia                   | Tommy Werner (50.92) Rikard Milton (51.38) Joakim Holmquist (50.48) Göran Titus (50.31)                      | 3:23.09 | Q     |
| 6    | 2    | FRG Alemanha Ocidental       | Björn Zikarsky (51.09) Peter Sitt (51.02) Thomas Fahrner (51.09) Torsten Wiegel (49.99)                      | 3:23.19 | Q     |
| 7    | 2    | ITA Itália                   | Fabrizio Rampazzo (51.83) Giorgio Lamberti (49.93) Andrea Ceccarini (51.25) Roberto Gleria (50.34)           | 3:23.35 | Q     |
| 8    | 2    | GBR Grã-Bretanha             | Andy Jameson (51.40) Mark Foster (50.81) Mike Fibbens (50.68) Roland Lee (50.82)                             | 3:23.71 | Q     |
| 9    | 1    | CAN Canadá                   | Mark Andrews (51.66) Stephen Vandermeulen (50.90) Vlastimil Černý (51.14) Sandy Goss (50.15)                 | 3:23.85 |       |
| 10   | 1    | DEN Dinamarca                | Franz Mortensen (51.21) Vagn Høgholm (50.97) Benny Nielsen (51.73) Peter Rohde (51.24)                       | 3:25.15 |       |
| 11   | 1    | NED Países Baixos            | Frank Drost (51.52) Patrick Dybiona (50.86) Hans Kroes (51.57) Ronald Dekker (51.31)                         | 3:25.26 |       |
| 12   | 2    | BRA Brasil                   | Emanuel Nascimento (52.13) Cristiano Michelena (52.13) Jorge Fernandes (52.05) Júlio López (51.86)           | 3:28.17 |       |
| 13   | 2    | MEX México                   | Rodrigo González (51.48) Ignacio Escamilla (53.48) Jorge Alarcón (52.51) Urbano Zea (52.25)                  | 3:29.72 |       |
| 14   | 1    | POR Portugal                 | Mabílio Albuquerque (53.06) Henrique Villaret (52.87) Vasco Sousa (53.73) Sérgio Esteves (53.65)             | 3:33.31 |       |
| 15   | 3    | SIN Singapura                | Ang Peng Siong (52.28) David Lim Fong Jock (53.01) Oon Jin Gee (52.77) Desmond Koh (56.48)                   | 3:34.54 |       |
| 16   | 2    | HKG Hong Kong                | Michael Wright (53.74) Li Khai Kam (52.79) Arthur Li Kai Yien (53.48) Tsang Yi Ming (54.77)                  | 3:34.78 |       |
| 17   | 2    | KOR Coreia do Sul            | Kwon Sang-won (54.18) Yang Wook (54.17) Song Kwang-sun (54.25) Kwon Soon-kun (55.45)                         | 3:38.05 |       |
| 18   | 1    | ISV Ilhas Virgens Americanas | Hans Foerster (54.23) Kraig Singleton (56.51) Kristan Singleton (57.78) William Cleveland (54.71)            | 3:43.23 |       |
| 19   | 3    | UAE Emirados Árabes Unidos   | Ahmad Faraj (58.29) Mohamed Abdullah (1:00.80) Bassam Al-Ansari (1:00.92) Mohamed Bin Abid (58.91)           | 3:58.92 |       |
| 022  | 2    | CHN China                    | Shen Jianqiang Li Tao Xie Jun Feng Qiangbiao                                                                 | DSQ     |       |
| 022  | 3    | EGY Egito                    | Mohamed El-Azoul Amin Amer Mohamed Hassan Moustafa Amer                                                      | DSQ     |       |
| 022  | 3    | AUT Áustria                  | Stefan Opatril Markus Opatril Alexander Placheta Alexander Pilhatsch                                         | DSQ     |       |

### Final
| Pos.              | Raia | CON                    | Nadadores                                                                                            | Tempo   | Notas            |
| ----------------- | ---- | ---------------------- | --- | ------- | ---------------- |
| Medalha de ouro   | 4    | USA Estados Unidos     | Chris Jacobs (49.63) Troy Dalbey (49.75) Tom Jager (49.34) Matt Biondi (47.81)                       | 3:16.53 | Recorde mundial  |
| Medalha de prata  | 5    | URS União Soviética    | Gennadiy Prigoda (50.24) Iurie Başcatov (49.30) Nikolay Yevseyev (49.27) Volodymyr Tkachenko (49.52) | 3:18.33 | {{ERR}           |
| Medalha de bronze | 3    | GDR Alemanha Oriental  | Dirk Richter (50.25) Thomas Flemming (49.70) Lars Hinneburg (50.35) Steffen Zesner (49.52)           | 3:19.82 |                  |
| 4                 | 6    | FRA França             | Stéphan Caron (49.97) Christophe Kalfayan (50.09) Laurent Neuville (50.04) Bruno Gutzeit (49.92)     | 3:20.02 | Recorde nacional |
| 5                 | 2    | SWE Suécia             | Per Johansson (50.58) Tommy Werner (50.00) Joakim Holmquist (50.47) Göran Titus (50.02)              | 3:21.07 | Recorde nacional |
| 6                 | 7    | FRG Alemanha Ocidental | Michael Gross (50.66) Thomas Fahrner (50.00) Björn Zikarsky (50.40) Peter Sitt (50.59)               | 3:21.65 |                  |
| 7                 | 8    | GBR Grã-Bretanha       | Mike Fibbens (51.36) Mark Foster (50.20) Roland Lee (50.33) Andy Jameson (49.82)                     | 3:21.71 | Recorde nacional |
| 8                 | 7    | ITA Itália             | Roberto Gleria (50.51) Giorgio Lamberti (50.31) Fabrizio Rampazzo (51.19) Andrea Ceccarini (50.92)   | 3:22.93 |                  |